# Coingi
Coingi je bitcoinová burza. Funguje od roku 2017 a patří mezi burzy, které podporují fiat měny jako dolar nebo euro. Burza je od samého začátku vývoje navržená pro vysoké zatížení. Využívá pro vyšší zabezpečení příchozí adresy generované pomocí BIP32 a všechny příchozí platby jsou automaticky ukládány do bitcoin Trezoru.
Na burze se obchoduje mezi dolarem a eurem a kryptoměnami Bitcoin, Litecoin, Peercoin, Dogecoin, Vertcoin, Namecoin, a Dash.
Všichni uživatelé, kteří chtějí obchodovat s USD nebo EUR měnou, budou muset projít verifikací. Bez té je možné obchodovat pouze v rámci kryptoměn.
Díky způsobu, jakým je web vytvořen, běží celé Coingi kompletně nad API spojením. Část webu, ve které uživatelé pracují, komunikuje s backendem komplet pomocí API volání, což mu umožňuje snadno do nekonečna škálovat svojí infrastrukturu, pokud bude potřeba. Tím je burza schopna reagovat na zvýšenou zátěž webu tak, aby byla neustále dostupná i v době hromadných nákupů nebo prodejů.
Ke Coingi je možné připojit se i díky mnoha knihovnám, které jsou psané v různých programovacích jazycích a umožňují vývojářům snadnější implementaci.
Díky komunitě s možností veřejné pomoc s [překlady] má jako jediná burza kompletně českou lokalizaci.

## Historie
První informace o Coingi se objevila v roce 2014, kde na jejich doméně byla informace o připravované bitcoinové burze. Samotná burza byla spuštěna až 29. ledna 2017, a to pouze bez fiat měny USD a EUR. Podpora těchto měn přibyla až 2. listopadu 2017.
Od 12. února 2018 – Coingi nabízí Affiliate program
20. března 2018 – se na YouTube objevila video reklama na Coingi
Systém výměny kryptografického systému Coingi běží na přibližně 30 serverech. Veškerá komunikace je podepsána tak, že tyto procesy nelze přerušit. Škálovatelnost nám umožňuje neustále zvyšovat počet serverů, a to navždy. Nejsme omezeni ani umístěním serverů.